# Kairothamnus
Kairothamnus là một chi thực vật có hoa trong họ Picrodendraceae.

## Loài
Chi Kairothamnus gồm các loài: